# Anny Engelmann
Anny Engelmann, auch: Annie Engelmann (tschechisch: Anna Engelmannová; Künstlername Suska; geboren 3. Februar 1897 in Olmütz, Österreich-Ungarn; gestorben (?) 1942 im Vernichtungslager Maly Trostinez) war eine österreichisch-tschechoslowakische Illustratorin.

## Leben

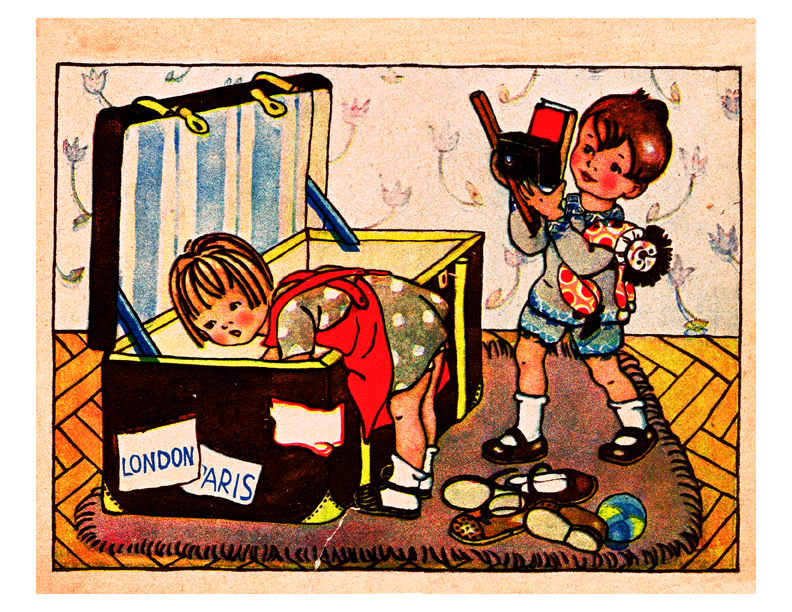
Eine Zeichnung von A. Engelmann

Anny Engelmann war die Tochter des Kaufmanns Max Engelmann (1856–unbekannt) und der Ernestine Engelmann, geb. Brecher (1866–1942). Ein Bruder ihrer Mutter war der Psychoanalytiker Guido Brecher. Ihr Bruder Paul Engelmann (1891–1965) wurde Architekt, der Bruder Peter Eng (1892–1939) wurde Grafiker.
Über Anny Engelmanns Ausbildung ist nichts bekannt, für Mädchen gab es nur eingeschränkte Bildungsmöglichkeiten, als Tochter musste sie hinter der Ausbildung der Brüder zurückstehen, zudem geriet der Vater in eine Geschäftspleite. Auch dass sie sich später um die Eltern kümmerte und von Wien nach Olmütz zurückkehrte, entsprach dem Rollenbild. Wahrscheinlich erhielt sie eine privat organisierte künstlerische Ausbildung. In Olmütz wurde bei der „Gesellschaft der Kunstfreunde in Olmütz“ am 31. Oktober 1920 eine Ausstellung mit ihren Illustrationen für Kinderbücher eröffnet.
In den 1920er Jahren lebte sie immer wieder in Wien. Sie veröffentlichte vornehmlich unter dem Pseudonym „Suska“ (tschechisch „Susannchen“), ihre erste belegbare Veröffentlichung aus dem Jahr 1923 erfolgte unter diesem Künstlernamen. Im Prager Obelisk-Verlag erschien Hans Christian Andersens Märchen Ole Lukøje in deutscher und in tschechischer Sprache, beide Ausgaben mit den Illustrationen von Suska.
Von Suska/Anny/Annie Engelmann lassen sich mehr als 35 illustrierte Bücher bibliographisch nachweisen. Der Verlag Löwensohn in Fürth brachte Kinderbücher in mehreren Sprachen heraus oder übernahm internationale Druckaufträge, in denen die Illustrationen von Suska mehrfache Verwendung fanden.
Unter ihren Aufträgen war auch die Gestaltung der tschechischen Ausgabe von James Matthew Barries Peter Pan in drei Bänden: „Petr Pan v Kensingtonském Parku“ (1925) und „Petr Pan a Wendy“ (1926, 1927), die in der Kinderbuchreihe „Dětská četba“ („Die Kinder lesen“) erschienen. Der Buchtitel und das Signet der Reihe, deren Herausgeberin Milena Jesenská war, stammten ebenfalls von ihr.

„Drei hervorragende Aquarellbilderbücher von Anny Engelmann hat der Verlag der Gebrüder Stiepel herausgebracht, jedes in seiner Art und alle drei zusammen gleich vorzüglich nach Komposition, Zeichnung und geschmackvoll abgetönter oder auch kräftiger, immer aber heiterer und bunter Farbengebung. Diese drei schönen Bücher heißen: ‚Der Glückspilz‘, ein kleiner Bubenerziehungsroman, dann bunte Geschichten, ‚Kinderherzen‘ und ‚Das tägliche Brot‘ von der Aussaat bis zum Aufessen. Die Texte sind von Paul Reiner, mit dem die Engelmann sehr gut zusammengearbeitet zu sein scheint. Nun haftet aber dem Textdichter Reiner ein wenig Spießerei, zu ausdrückliche Frömmigkeit, viel zuviel Neigung zum Almosengeben und zu andern solchen bürgerlichen Bravheiten an, so daß man nicht mit Bestimmtheit sagen kann, ob diese prachtvollen Kinderbilderwerke auch inhaltlich allen unseren proletarischen Kindern zusagen werden.“

Da sie Jüdin war, waren ihr Mitgliedschaften in diversen Berufsvereinigungen verwehrt, etwa im „Verein der deutschen Malerinnen in der Tschechoslowakei“, auch im Katalog tschechischer öffentlicher Kunstsammlungen ist sie nicht nachweisbar.
Ihr Bruder Paul war 1934 aus dem autoritären Österreich nach Palästina emigriert. Ihr Bruder Peter und ihre Schwägerin Anna Eng verübten nach dem deutschen Einmarsch in die Tschechoslowakei im März 1939 in Olmütz  Suizid.
Anny Engelmann wurde am 30. Juni 1942 von den Nationalsozialisten mit dem Transport
AAg aus dem besetzten Olmütz (tschechisch Olomouc) in das Konzentrationslager Ghetto Theresienstadt deportiert und von dort mit dem Transport AAx
am 14. Juli 1942 in das Todeslager Maly Trostinec weiter verschickt. Ihre Mutter wurde am 15. Juli 1942 im Ghetto Theresienstadt genannten Konzentrationslager Opfer der NS-Judenverfolgung (Shoah).

## Illustrierte Werke (Auswahl)

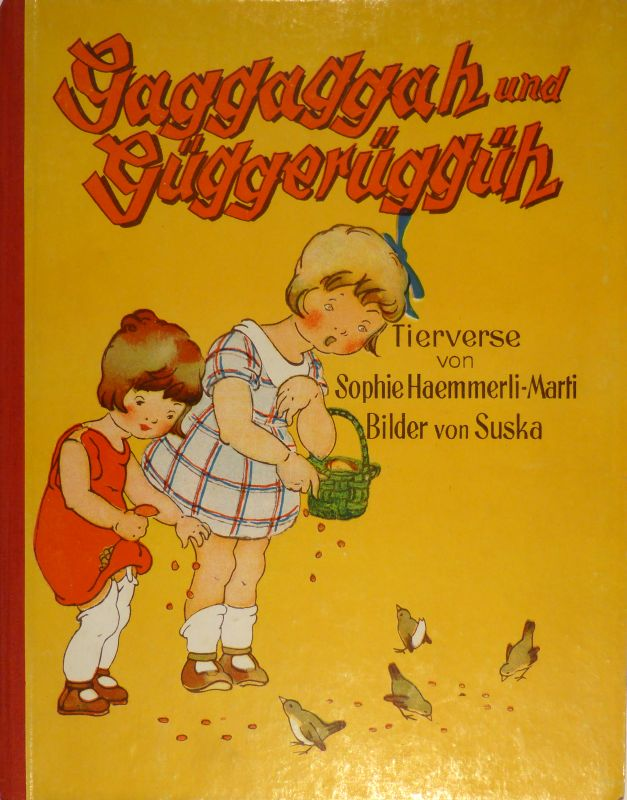
Sophie Haemmerli-Marti: Gaggaggah und Güggerüggüh (1928)

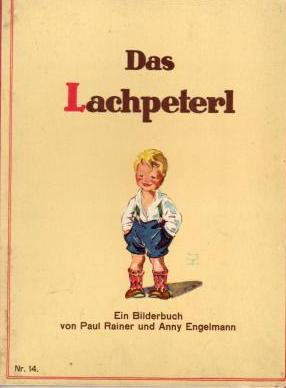
Das Lachpeterl (1927)

- Die Maienliesl: Ein Bilderbuch. Erzählung von Paul Rainer. Bilder von Suska. Gebrüder Stiepel, Reichenberg 1923
- Der Kinder Gesellen in Federn und Fellen. Gebr. Stiepel, Reichenberg 1924.[3]
- Rings um die Erde geht der Ritt; Ihr lieben Kleinen kommet mit! Bilder von Suska. Verse von Else Dorn. G. Löwensohn, Fürth 1925
- Auf zur Weltreise!. Verse von Else Dorn[4] ; Bilder von Suska. Löwensohn, Fürth 1925
- J. M. Barrie: Petr Pan v Kensingtonském parku. Übersetzung Jirka Malá. Pražská akc. tiskárna, Prag 1925
- Paul Rainer: Kinderlust. Gebrüder Stiepel, Reichenberg 1925
- Zviřátka a děti. Obrázky kreslila Annie Engelmannová (Suska). V komisi "Literarie", Prag 1926
- Maren Koster: Van kinderen en dieren. G.B. van Goor Zonen, Gouda
- Marie Sauer: Susi kauft ein! Ein neues Bilderbuch. Löwensohn, Fürth 1926
- J. M. Barrie: Petr Pan a Wendy. Übersetzung Jirka Malá. Pražská akc. tiskárna, Prag 1926–1927
- Sophie Haemmerli-Marti: Gaggaggah und Güggerüggüh. Tierverse. Schwabe, Basel 1928
- Das Lachpeterl: Ein Bilderbuch von Paul Rainer und Anny Engelmann. Gebr. Stiepel, Reichenberg 1927
- ABC die Katze lief im Schnee: Kinderreime. Gebrüder Stiepel, Reichenberg 1929
- Paul Rainer: Das tägliche Brot: Erzählung. Gebrüder Stiepel, Reichenberg 1930
- Paul Rainer (Text): Kinderherzen. Gebr. Stiepel, Reichenberg 1930.[5]
- Paul Rainer (Text): Das ABC in Sport und Spiel. Gebr. Stiepel, Reichenberg 1931.[6]
- Die Sonnensusi!. Verse von Paul Rainer. Bilder von Anny Engelmann. Gebrüder Stiepel, Reichenberg 1931
- Der Kinder bunte Welt in Garten, Haus und Feld. Schwarz-Verlag, Wien 1932.[7]
- Spielkameraden: Ein Bilderbuch. Gebrüder Stiepel, Reichenberg 1935